# Främmandegöring
Begreppet främmandegöring (ryska: остранение, ostranenie) härrör från de ryska formalisternas resonemang om vad det är som är specifikt skönlitterärt i en text. Deras angreppssätt var lingvistiskt; de sökte finna svaret i språket, eller med ett annat ord formen. Flera av dem, bland andra Sklovskij, menade att det språk som vi finner i en dikt är av ett annat slag än det vi använder oss av dagligen för att kommunicera med varandra. I poesin används språket på ett sätt som bryter mot det vardagliga språkets regler och därmed också mot våra invanda föreställningar av världen. Den effekt som poesin ger upphov till kallade formalisterna för främmandegöring, då den verkar desautomatiserande. Litteraturhistoriens utveckling består enligt formalisterna av ett ständigt brott mot invanda konventioner; när ett nytt grepp blivit konvention förlorar det sin främmandegörande effekt. Främmandegöringseffekten kan ses i till exempel Brechts verk. Ehuru han var marxist, bör begreppet inte förväxlas med alienation.